# Ken Johnson (Basketballspieler)
Kenyata Allen „Ken“ Johnson (* 1. Februar 1978 in Detroit, Michigan) ist ein ehemaliger US-amerikanischer Basketballspieler. Zu den großen Stärken des Centerspielers zählte der Shotblock.

## Karriere
Der 2,10 m große und 110 kg schwere Center spielte von 1997 bis 2001 für die Buckeyes der Ohio State University in der National Collegiate Athletic Association (NCAA). Dort gehört er mit 444 Blocks in seiner vierjährigen Collegekarriere zu den zehn besten Shotblockern aller Zeiten in der NCAA Division I. Dreimal konnte man sich für die landesweite Endrunde qualifizieren. Jedoch wurden diese Ergebnisse wegen Verstößen gegen die Regularien der NCAA später gestrichen. Beim NBA Draft 2001 wurde Johnson als 49. Spieler von den Miami Heat ausgewählt. 
Nachdem Johnson bei den Miami Heat 2001 jedoch nicht in den Saisonkader übernommen worden war, begann er seine professionelle Karriere zunächst in Italien, wo er in der Lega Basket Serie A für Felice Scandone aus dem kampanischen Avellino spielte. Bereits kurz nach Saisonbeginn wurde der Vertrag Mitte November 2001 wieder gelöst und Johnson kehrte in seine US-amerikanische Heimat zurück, wo er für die Dakota Wizards in der Continental Basketball Association (CBA) spielte. Diese gewannen mit Johnson am Ende der Spielzeit die Meisterschaft in der wiedergegründeten CBA.
Schließlich rückte Johnson in der Saison 2002/03 doch in den Kader der Miami Heat und absolvierte 16 Einsätze in der NBA. Nachdem er sich in der NBA nicht durchsetzen konnte, spielte er in der Saison 2003/04 in der NBA Development League (D-League) bei den Huntsville Flight unter anderem zusammen mit Ronald Dupree. Am Ende der Spielzeit erreichte Johnson, der der beste Shotblocker der D-League 2004 war, mit den Flight das Finalspiel um die Meisterschaft, welches jedoch gegen die Asheville Altitude in der Verlängerung verloren ging.
In der Spielzeit 2004/05 spielte Johnson in der höchsten französischen Spielklasse LNB Pro A für Jeunesse laïque aus Bourg-en-Bresse, die am Ende der Spielzeit erstmals in der Geschichte des Vereins die Play-offs um die französische Meisterschaft erreichten, wo sie in der Qualifikationsrunde gegen Titelverteidiger EB Pau-Orthez ausschieden. Anschließend war er erneut in der D-League aktiv für die Albuquerque Thunderbirds, so der neue Name der Huntsville Flight nach dem Umzug nach Albuquerque, die am Ende der Spielzeit diesmal auch das Meisterschaftsfinale gewannen. Johnson hatte zu diesem Zeitpunkt die Mannschaft bereits verlassen und war in die Korean Basketball League zu den KTF Magic Wings ins südkoreanische Busan gewechselt. Anschließend verstärkte er in China die Yunnan Bulls aus Kunming in der Chinese Basketball Association, bevor er im März 2007 nach Europa zurückkehrte und Autocid Ford aus Burgos beim Klassenerhalt in der zweiten spanischen Liga LEB Oro half.
Für die Spielzeit 2007/08 stand er zunächst beim Schweizer Meister Benetton Fribourg Olympic aus Freiburg im Üechtland in der Basketball-Nationalliga unter Vertrag, mit dem er auch im ULEB Cup 2007/08 spielte. Zum Jahreswechsel wechselte er jedoch in die deutsche Basketball-Bundesliga zu den Deutsche Bank Skyliners aus Frankfurt am Main, mit denen er am Ende der Basketball-Bundesliga 2007/08 in der Halbfinalserie der Meisterschafts-Play-offs knapp gegen die Telekom Baskets aus Bonn ausschied. Nachdem er zunächst zum Ligakonkurrenten Köln 99ers wechseln sollte, die jedoch nach drei Wochen von einer Verpflichtung wieder Abstand nahmen, nahm ihn deren rheinischer Konkurrent aus Bonn als Ersatz für den verletzten John Bowler unter Vertrag. Der befristete Vertrag wurde anschließend bis Saisonende und die Telekom Baskets Bonn erreichten am Ende der Basketball-Bundesliga 2008/09 erneut die Finalserie um die Meisterschaft, in der sie diesmal den EWE Baskets Oldenburg in den Schlusssekunden des entscheidenden Finalspiels unterlagen.
Für die folgende Spielzeit 2009/10 nahmen die Telekom Baskets Chris Ensminger unter Vertrag und verzichteten auf eine Weiterverpflichtung von Johnson, der sich daraufhin dem estnischen Meister BC Kalev/Cramo aus Tallinn anschloss. Diese Mannschaft spielte jedoch wenig erfolgreich und Johnson wurde im Februar 2010 aus seinem Vertrag entlassen. Anschließend war Johnson nicht mehr professionell aktiv.

## Erfolge
- 2009 Deutscher Vizepokalsieger mit den Telekom Baskets Bonn
- 2008/2009 bester Shotblocker der Liga mit durchschnittlich 2,2 Blocks und Zweiter bei der Wahl zum Best Defensive Player
- 2008/2009 Deutscher Vizemeister mit den Telekom Baskets Bonn
- 2003/2004 D-League-Vizemeister mit Huntsville Flight
- 2001/2002 CBA-Champion mit den Dakota Wizards